# Kelso Abbey
Kelso Abbey is een benedictijnenabdij gelegen in Kelso, regio Scottish Borders, Schotland, welke in 1128 door David I werd gesticht. De abdij behoorde tot de congregatie van Thiron (Frankrijk).

## Geschiedenis
De abdij werd al snel een van de grootste en rijkste abdijen van Schotland en beschikte over een zeer goede bibliotheek.
Vanuit Kelso Abbey werden een aantal priorijen en abdijen gesticht: in 1144 Lesmahagow Priory, in 1162 Kilwinning Abbey, in 1178 Arbroath Abbey, in 1191 Lindores Abbey en in 1253 Fogo Priory.
Het was vooral in de zestiende eeuw dat de abdij veel schade ondervond door langs trekkende troepen ten gevolge van de slechte Schots-Engelse betrekkingen. De grootste schade werd toegebracht in 1544 door de troepen onder leiding van de graaf van Hertford. Door het uitbreken van de reformatie in 1560 kon deze schade nauwelijks hersteld worden.
Tussen 1647 en 1771 werd de kerk gebruikt als parochiekerk, al werden andere delen van de abdij ontmanteld. In 1805 stond nog enkel het westelijk deel van de abdijkerk overeind, delen van de westtoren en het transept.
In 1933 is een kloostergang in originele stijl toegevoegd.

## Bouw
Bijzonder aan de abdijkerk is dat het koor en de naaf beide noord- en zuid-transepten hadden met elk een toren gebouwd boven het middelpunt. Dit leverde een bijna symmetrische abdijkerk op met twee torens en vier transepten, uniek voor Schotland.

## Beheer
Kelso Abbey wordt beheerd door Historic Scotland, net als de overige border abbeys Melrose Abbey, Jedburgh Abbey en Dryburgh Abbey.